# Mohammed Jebraeili
Mohammed Jebraeili (* 16. April 1985) ist ein iranischer Radrennfahrer.
Mohammed Jebraeili gewann 2007 die vierte und letzte Etappe der Taftan Tour in Tschabahar. Bei der Kerman Tour wurde er zweimal Etappendritter jeweils hinter Mahdi Sohrabi und bei der Azerbaïjan Tour schaffte er es bei der letzten Etappe auch auf den dritten Platz hinter dem malaysischen Sprinter Anuar Manam. Seit 2008 fährt Jebraeili für das iranische Continental Team MES Kerman.

## Erfolge
2007
- eine Etappe Taftan Tour

## Teams
- 2008 MES Kerman